# Club Air
Club Air è stata una compagnia aerea italiana con sede operativa a Verona. Fu fondata nell'ottobre 2002 e attivata nel mese successivo inaugurando rotte interne e verso l'Europa dell'est.  Gli aerei impiegati furono i quadrigetti di costruzione britannica British Aerospace BAe 146 della serie 200, ottimizzati per il breve e medio raggio.
Entrata in crisi finanziaria nel dicembre 2006, la società sospese le attività fino alla tarda primavera dell'anno seguente. Intervenne una nuova compagine azionaria che però non riuscì a raddrizzare le sorti di Club Air. Dopo circa 12 mesi, precisamente il 28 maggio 2008, ENAC ritirò la licenza di volo, con conseguente blocco delle operazioni. Numerosi passeggeri, che avevano prenotato voli, rimasero a terra e senza poter ottenere rimborsi. La flotta fu tutta concentrata nell'aeroporto di Verona-Villafranca.
Nel mese di gennaio 2009 il Tribunale di Milano aprì una procedura di concordato preventivo, allo scopo di far trovare un accordo sul risarcimento che Club Air doveva ai creditori, a loro volta opportunamente suddivisi in "classi" a seconda dell'ammontare non riscosso. Tale procedura fu tuttavia revocata il 3 giugno 2009 e dopo sette giorni lo stesso Tribunale dichiarò definitivamente il fallimento dell'azienda.

## Flotta

### Flotta storica
| Tipo di aereo                 | Immagine | In flotta |
| ----------------------------- | -------- | --------- |
| British Aerospace BAe 146-200 |          | 8         |